# 臺中產業園區

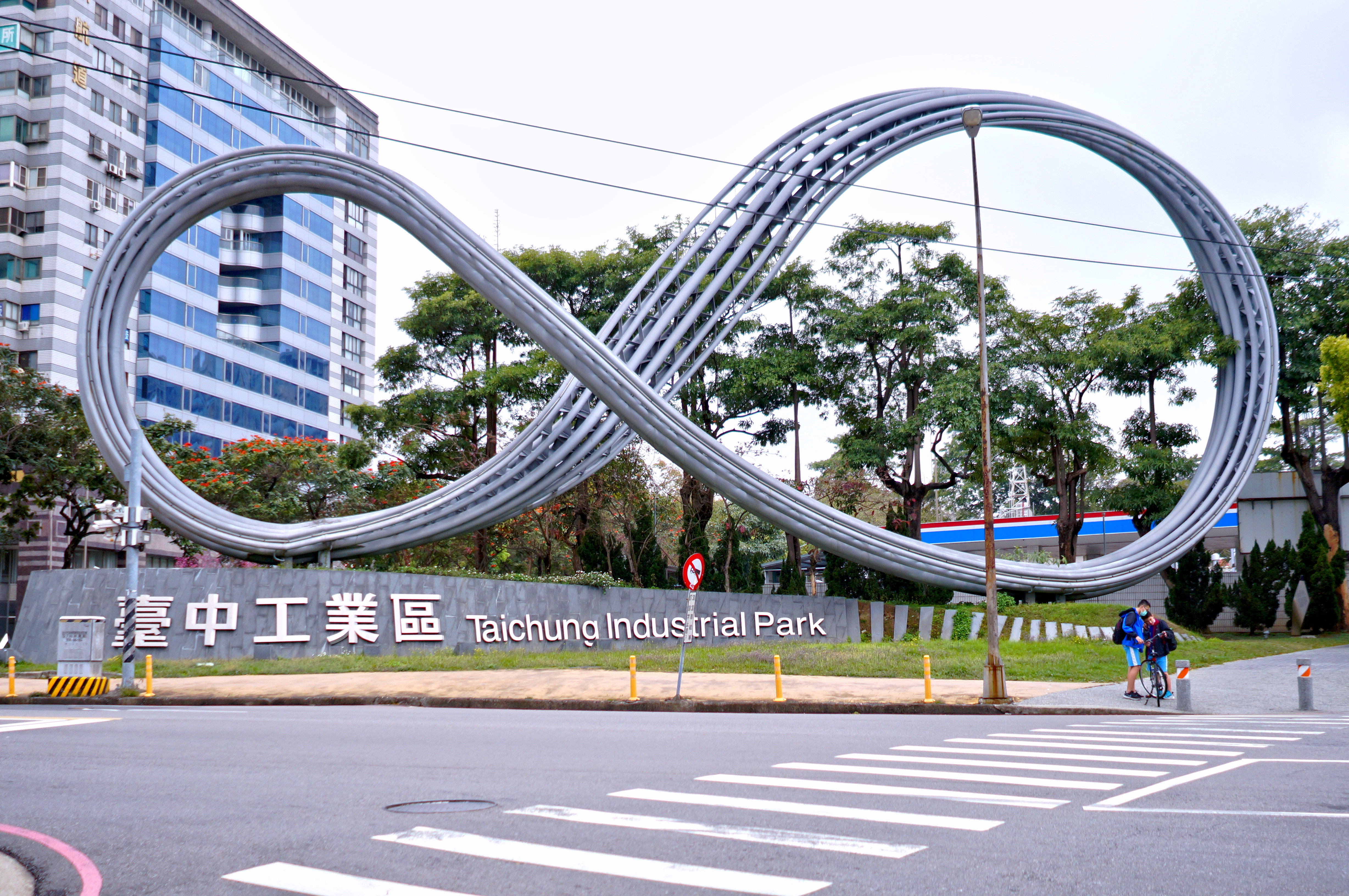
臺中工業區入口意象〈莫比烏斯環〉，以莫比烏斯帶為主題，位於臺灣大道四段與工業區一路口

臺中產業園區服務中心

臺中產業園區（英語：Taichung Industrial Park），為臺灣中部的一個大型產業園區，隸屬經濟部產業園區管理局臺中分局管理，位於台中市西郊大肚台地東側，總面積580公頃，於1980年開發完成，北臨東海大學與台灣大道，南鄰台中市精密機械科技創新園區。區內目前計有1027家工廠，從業員工數約40,000人，年產值約新台幣3,299億元。新進駐廠商大都屬高科技產業，已逐漸從傳統產業轉向高科技產業邁進。勞動部勞動力發展署中彰投分署與台中世界貿易中心亦設立於此。

## 交通
東距國道一號台中交流道與南屯交流道約1.5公里以及縱貫鐵路台中車站9公里、西距國道三號龍井交流道3公里以及台中港15公里、南距高鐵台中站5.5公里、北距台中國際機場8公里，交通非常便利。
週邊往台中市區與國道的聯外道路台灣大道、五權西路，一到通勤時間就會嚴重塞車。近年來大肚台地東側陸續設立中部科學園區台中基地、台中精密機械園區，使得原本已嚴重塞車的週邊道路（主要為台灣大道）雪上加霜，使得中央與地方政府加速開發交通建設以紓解此區的交通問題，陸續興建南屯交流道、龍井交流道以及陸續完成跨越筏子溪的朝馬路、福科路、中科路與特三號道路大型交通建設，並著手規劃市政路的延伸案。

## 進駐單位

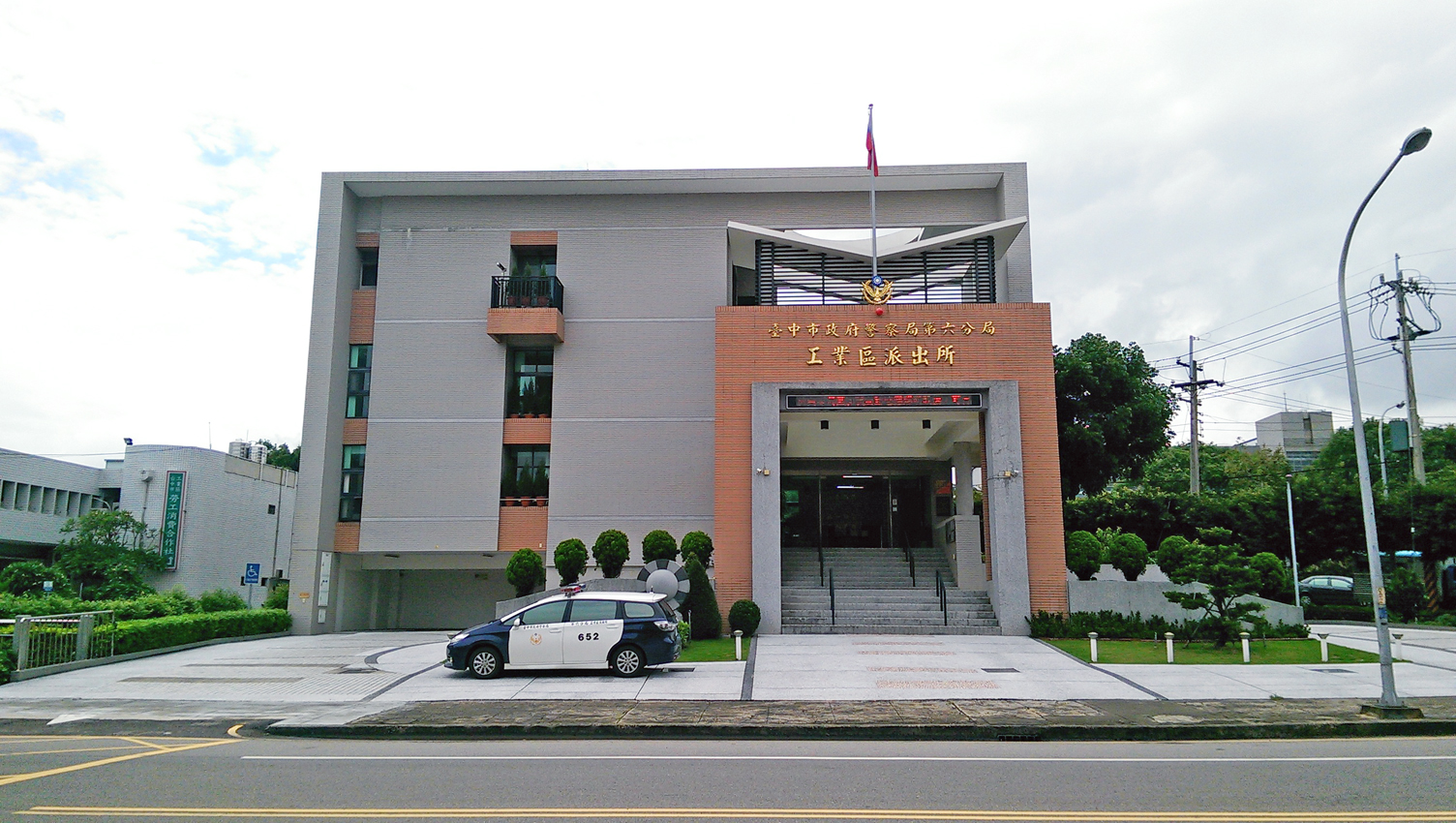
臺中市政府警察局第六分局工業區派出所

- 臺中市政府警察局第六分局工業區派出所
- 勞動部勞動力發展署中彰投分署
- 台中世界貿易中心
- 鞋類暨運動休閒科技研發中心 （页面存档备份，存于）
- 鞋類暨運動休閒科技研發中心創新育成中心
- 自行車暨健康科技工業研究發展中心 （页面存档备份，存于）
- 工業技術研究院機械與系統研究所
- 金屬工業研究發展中心臺中區域研發服務處

## 週邊設施
工業區
- 中部科學園區台中基地
- 臺中精密機械園區

交通
- 國道一號台中交流道、南屯交流道
- 國道三號龍井交流道
- 中彰快速道路
- 統聯客運台中轉運站
- 高鐵台中站

教育
- 東海大學
- 嶺東科技大學
- 臺中市立啟聰學校
- 私立東海附中
- 宜寧高中
- 私立嶺東高中
- 市立安和國中
- 市立福科國中
- 市立國安國小
- 市立永安國小
- 市立協和國小
- 市立春安國小
- 市立文山國小
- 市立東海國小
- 私立東海附中小學部

醫療
- 台中榮民總醫院
- 澄清醫院中港院區

其他
- 裕元花園酒店
- 福華大飯店
- 臺中都會公園
- 東海別墅商圈
- 東海藝術街

## 交通
臺中市公車
- 台灣大道幹線 澄清醫院站：300、301、302、303、304、305、306、307、308
- 台中客運：290
- 統聯客運：351
- 巨業交通：328

## 外部連結
- 台中產業園區服務中心
- 經濟部工業局 （页面存档备份，存于）
- 台中工業區廠商協進會 （页面存档备份，存于）
- 台灣工業區用地－工業區介紹－台中工業區[永久]